# Rutiderma schroederi
Rutiderma schroederi is een mosselkreeftjessoort uit de familie van de Rutidermatidae. De wetenschappelijke naam van de soort is voor het eerst geldig gepubliceerd in 2000 door Kornicker & Iliffe.